# 單磷酸尿苷
單磷酸尿苷（英語：Uridine monophosphate，或譯一磷酸尿苷、尿苷單磷酸、尿苷酸，縮寫：UMP）。是一種存在於RNA中的核苷酸。也是一種由磷酸與核苷尿苷所組成的酯類。包含磷酸官能基、五碳糖（核糖），以及鹼基尿嘧啶。